# Falusi szálláshely

## Falusi szálláshely
A falusi szálláshely a 239/2009 (X. 20) kormányrendeletben foglaltak szerint a Balatoni Kiemelt Üdülőkörzethez nem tartozó települések, valamint a gyógyhelyek kivételével az 5000 fő alatti településeken, illetve a 100 fő/km² népsűrűség alatti területeken található olyan egyéb szálláshely, amelyet úgy alakítottak ki, hogy abban a falusi életkörülmények, a helyi vidéki szokások és kultúra adott esetben kapcsolódó szolgáltatásokkal együtt bemutatásra kerüljenek.

## A falusi szálláshelyek minősítése
A szálláshelyek minősítését, osztályba sorolását a szakmai szövetségek közreműködésével kialakított, állami tulajdonban lévő nemzeti tanúsító védjegyrendszer biztosítja. A tanúsító védjegyek jogosultja a mindenkori turizmusért felelős minisztérium.

## Falusi szálláshely minősítése tanúsító védjeggyel
A Falusi szálláshely minősítése napraforgóval nemzeti tanúsító védjegy célja, hogy biztosítsa a szálláshely szolgáltatás minőségének színvonalát, összhangban az egyes szálláshelyek működtetéséről szóló 239/2009. Kormányrendeletben leírtakkal.
A minősítés fokozatai egy napraforgótól négy napraforgóig terjednek felszereltség, színvonal szerint. A védjegyhasználati jog elnyerésére pályázat benyújtásával van lehetőség. A pályázati anyagokat a védjegy koordinálásért felelős szakmai szervezethez, a Falusi és Agroturizmus Országos Szövetségéhez (FATOSZ) kell eljuttatni.
A beérkező dokumentációt a FATOSZ Minősítő Bizottság véleményezi és amennyiben hiánytalan, úgy a Bíráló Bizottság elé terjeszti. A mindenkori turizmusért felelős tárca delegáltjaiból és a FATOSZ által kijelölt alelnökből álló Bíráló Bizottság meghozza a döntést a védjegyhasználat odaítéléséről.
A minősítés 5 évig érvényes, de ha az éves ellenőrzések során hiányosságokat tapasztalnak az ellenőrök, a minősítés visszavonható.
2017. májusban már több mint 1200, tanúsító védjegy használatára jogosult falusi szálláshely található az országban.